# NBA Playoffs 1953
Gli NBA Playoffs 1953 si conclusero con la vittoria dei Minneapolis Lakers (campioni della Western Division) che sconfissero i campioni della Eastern Division, i New York Knicks.

## Squadre qualificate

### Eastern Division
1. N.Y. Knicks
2. Syracuse Nationals
3. Boston Celtics
4. Baltimore Bullets

### Western Division
1. Minneapolis Lakers
2. Rochester Royals
3. Ft. Wayne Pistons
4. Ind. Olympians

## Tabellone
|  | Semifinali Division | Semifinali Division  | Semifinali Division |                   |                      | Finali Division      | Finali Division | Finali Division |  |  | NBA Finals | NBA Finals | NBA Finals |  |
|  |                     |                      |                     |                   |                      |                      |                 |                 |  |  |            |            |            |  |
|  | 1                   | Minneapolis Lakers * | 2                   |                   |                      |                      |                 |                 |  |  |            |            |            |  |
|  | 1                   | Minneapolis Lakers * | 2                   |                   |                      |                      |                 |                 |  |  |            |            |            |  |
|  | 4                   | Ind. Olympians       | 0                   |                   |                      |                      |                 |                 |  |  |            |            |            |  |
|  | 4                   | Ind. Olympians       | 0                   |                   | Minneapolis Lakers * | Minneapolis Lakers * | 3               |                 |  |  |            |            |            |  |
|  |                     |                      |                     |                   | Minneapolis Lakers * | Minneapolis Lakers * | 3               |                 |  |  |            |            |            |  |
|  |                     |                      | Ft. Wayne Pistons   | Ft. Wayne Pistons | 0                    |                      |                 |                 |  |  |            |            |            |  |
|  | 3                   | Ft. Wayne Pistons    | Ft. Wayne Pistons   | Ft. Wayne Pistons | 0                    | 2                    |                 |                 |  |  |            |            |            |  |
|  | 3                   | Ft. Wayne Pistons    |                     |                   |                      |                      |                 |                 |  |  |            |            |            |  |
|  | 2                   | Rochester Royals     | 1                   |                   |                      |                      |                 |                 |  |  |            |            |            |  |
|  | 2                   | Rochester Royals     | 1                   |                   | Minneapolis Lakers * | Minneapolis Lakers * | 4               |                 |  |  |            |            |            |  |
|  |                     |                      |                     |                   |                      |                      |                 |                 |  |  |            |            |            |  |
|  |                     |                      | N.Y. Knicks *       | N.Y. Knicks *     | 1                    |                      |                 |                 |  |  |            |            |            |  |
|  | 1                   | N.Y. Knicks *        | N.Y. Knicks *       | N.Y. Knicks *     | 1                    | 2                    |                 |                 |  |  |            |            |            |  |
|  | 1                   | N.Y. Knicks *        |                     |                   |                      |                      |                 |                 |  |  |            |            |            |  |
|  | 4                   | Baltimore Bullets    | 0                   |                   |                      |                      |                 |                 |  |  |            |            |            |  |
|  | 4                   | Baltimore Bullets    | 0                   |                   | N.Y. Knicks *        | N.Y. Knicks *        | 3               |                 |  |  |            |            |            |  |
|  |                     |                      |                     |                   | N.Y. Knicks *        | N.Y. Knicks *        | 3               |                 |  |  |            |            |            |  |
|  |                     |                      | Boston Celtics      | Boston Celtics    | 1                    |                      |                 |                 |  |  |            |            |            |  |
|  | 3                   | Boston Celtics       | Boston Celtics      | Boston Celtics    | 1                    | 2                    |                 |                 |  |  |            |            |            |  |
|  | 3                   | Boston Celtics       |                     |                   |                      |                      |                 |                 |  |  |            |            |            |  |
|  | 2                   | Syracuse Nationals   | 0                   |                   |                      |                      |                 |                 |  |  |            |            |            |  |

Legenda
- * Vincitore Division
- "Grassetto" Vincitore serie
- "Corsivo" Squadra con fattore campo

## Eastern Division

### Semifinali

#### (1) New York Knicks - (4) Baltimore Bullets
RISULTATO FINALE: 2-0
| New York 17 marzo 1953 Gara 1       | N.Y. Knicks | 80 – 62 (12-13, 21-19, 20-11, 27-19) referto | Baltimore Bullets | Madison Square Garden III |
| C. Simmons 25 Punti J. Baechtold 17 |             |                                              |                   |                           |
|                                     |             |                                              |                   |                           |
| C. Simmons 25                       | Punti       | J. Baechtold 17                              |                   |                           |

| Baltimora 20 marzo 1953 Gara 2                 | Baltimore Bullets | 81 – 90 (14-20, 24-23, 24-21, 19-26) referto | N.Y. Knicks | Baltimore Coliseum |
| J. Baechtold , E. Miller 21 Punti V. Boryla 20 |                   |                                              |             |                    |
|                                                |                   |                                              |             |                    |
| J. Baechtold, E. Miller 21                     | Punti             | V. Boryla 20                                 |             |                    |

PRECEDENTI IN REGULAR SEASON
| Regular Season 1952-53 | N.Y. Knicks | 10 – 0 | Baltimore Bullets | Referto 1 - Referto 2 - Referto 3 - Referto 4, Referto 5 - Referto 6, Referto 7 - Referto 8 - Referto 9 - Referto 10 |
| New York Knicks 69 Baltimore Bullets 62 Baltimore Bullets 92 New York Knicks 104 Baltimore Bullets 99 New York Knicks 102 Baltimore Bullets 80 New York Knicks 106 New York Knicks 80 (3 t.s.) New York Knicks 113 Punti 53 Baltimore Bullets 92 New York Knicks 94 New York Knicks 92 Baltimore Bullets 102 New York Knicks (1 t.s.) 77 Baltimore Bullets 86 New York Knicks 96 Baltimore Bullets 69 Baltimore Bullets 107 Baltimore Bullets |             | |                   | |
| |             | |                   | |
| New York Knicks 69 Baltimore Bullets 62 Baltimore Bullets 92 New York Knicks 104 Baltimore Bullets 99 New York Knicks 102 Baltimore Bullets 80 New York Knicks 106 New York Knicks 80 (3 t.s.) New York Knicks 113 | Punti       | 53 Baltimore Bullets 92 New York Knicks 94 New York Knicks 92 Baltimore Bullets 102 New York Knicks (1 t.s.) 77 Baltimore Bullets 86 New York Knicks 96 Baltimore Bullets 69 Baltimore Bullets 107 Baltimore Bullets |                   | |

PRECEDENTI NEI PLAYOFF
|  | N.Y. Knicks (1949) | 1 – 1 | Baltimore Bullets (1948) |  |

#### (2) Syracuse Nationals - (3) Boston Celtics
RISULTATO FINALE: 0-2
| Syracuse 19 marzo 1953 Gara 1   | Syracuse Nationals | 81 – 87 (19-16, 14-19, 16-18, 32-34) referto | Boston Celtics | Onondaga War Memorial |
| P. Seymour 18 Punti B. Cousy 20 |                    |                                              |                |                       |
|                                 |                    |                                              |                |                       |
| P. Seymour 18                   | Punti              | B. Cousy 20                                  |                |                       |

| Boston 21 marzo 1953 Gara 2                                               | Boston Celtics | 111 – 105 (d.4t.s.) (21-22, 19-20, 22-17, 15-18) (9-9, 4-4, 9-9,12-6) referto | Syracuse Nationals | Boston Garden |
| B. Cousy 50 Punti R. Rocha 19 E. Macauley , B. Sharman 5 Assist G. King 4 |                |                                                                               |                    |               |
|                                                                           |                |                                                                               |                    |               |
| B. Cousy 50                                                               | Punti          | R. Rocha 19                                                                   |                    |               |
| E. Macauley, B. Sharman 5                                                 | Assist         | G. King 4                                                                     |                    |               |

PRECEDENTI IN REGULAR SEASON
| Regular Season 1952-53 | Syracuse Nationals | 6 – 5 | Boston Celtics | Referto 1 - Referto 2 - Referto 3 - Referto 4, Referto 5 - Referto 6, Referto 7 - Referto 8 - Referto 9 - Referto 10 - Referto 11 |
| Boston Celtics 106 Syracuse Nationals 96 Syracuse Nationals 78 Boston Celtics 88 Boston Celtics 91 Syracuse Nationals 90 Boston Celtics 97 Boston Celtics 105 Boston Celtics 65 Syracuse Nationals 84 Syracuse Nationals 72 Punti 83 Syracuse Nationals 81 Boston Celtics 66 Boston Celtics 83 Syracuse Nationals 77 Syracuse Nationals 86 Boston Celtics 87 Syracuse Nationals 92 Syracuse Nationals 84 Syracuse Nationals 70 Boston Celtics 68 Boston Celtics |                    | |                | |
| |                    | |                | |
| Boston Celtics 106 Syracuse Nationals 96 Syracuse Nationals 78 Boston Celtics 88 Boston Celtics 91 Syracuse Nationals 90 Boston Celtics 97 Boston Celtics 105 Boston Celtics 65 Syracuse Nationals 84 Syracuse Nationals 72 | Punti              | 83 Syracuse Nationals 81 Boston Celtics 66 Boston Celtics 83 Syracuse Nationals 77 Syracuse Nationals 86 Boston Celtics 87 Syracuse Nationals 92 Syracuse Nationals 84 Syracuse Nationals 70 Boston Celtics 68 Boston Celtics |                | |

PRECEDENTI NEI PLAYOFF

Si è trattata della prima sfida tra le due squadre ai playoff.

### Finale

#### (1) New York Knicks - (3) Boston Celtics
RISULTATO FINALE: 3-1
| New York 25 marzo 1953 Gara 1                                   | N.Y. Knicks | 95 – 91 (26-27, 16-15, 27-18, 26-31) referto | Boston Celtics | Madison Square Garden III |
| C. Simmons 18 Punti B. Cousy 28 D. McGuire 8 Assist C. Cooper 6 |             |                                              |                |                           |
|                                                                 |             |                                              |                |                           |
| C. Simmons 18                                                   | Punti       | B. Cousy 28                                  |                |                           |
| D. McGuire 8                                                    | Assist      | C. Cooper 6                                  |                |                           |

| Boston 26 marzo 1953 Gara 2                                                  | Boston Celtics | 86 – 70 (23-10, 13-19, 21-15, 29-26) referto | N.Y. Knicks | Boston Garden |
| B. Cousy , E. Macauley 21 Punti H. Gallatin 17 B. Cousy 13 Assist C. Braun 7 |                |                                              |             |               |
|                                                                              |                |                                              |             |               |
| B. Cousy, E. Macauley 21                                                     | Punti          | H. Gallatin 17                               |             |               |
| B. Cousy 13                                                                  | Assist         | C. Braun 7                                   |             |               |

| Arbitri: | Phil Fox Charley Eckman |

|                |        |               |
| H. Gallatin 23 | Punti  | B. Cousy 18   |
| D. McGuire 11  | Assist | E. Macauley 5 |

| Arbitri: | Phil Fox Charley Eckman |

|                |          |               |
| E. Macauley 25 | Punti    | C. Braun 18   |
| B. Cousy 8     | Assist   | N. Clifton 9  |
| B. Harris 10   | Rimbalzi | N. Clifton 17 |

PRECEDENTI IN REGULAR SEASON
| Regular Season 1952-53 | N.Y. Knicks | 4 – 6 | Boston Celtics | Referto 1 - Referto 2 - Referto 3 - Referto 4, Referto 5 - Referto 6, Referto 7 - Referto 8 - Referto 9 - Referto 10 |
| New York Knicks 79 New York Knicks 97 Boston Celtics 103 Boston Celtics 99 New York Knicks 112 New York Knicks 76 Boston Celtics 87 New York Knicks 66 (1 t.s.) Boston Celtics 87 New York Knicks 78 Punti 68 Boston Celtics 84 Boston Celtics 100 New York Knicks 83 New York Knicks 89 Boston Celtics 69 Boston Celtics 79 New York Knicks 69 Boston Celtics 83 New York Knicks 89 Boston Celtics |             | |                | |
| |             | |                | |
| New York Knicks 79 New York Knicks 97 Boston Celtics 103 Boston Celtics 99 New York Knicks 112 New York Knicks 76 Boston Celtics 87 New York Knicks 66 (1 t.s.) Boston Celtics 87 New York Knicks 78 | Punti       | 68 Boston Celtics 84 Boston Celtics 100 New York Knicks 83 New York Knicks 89 Boston Celtics 69 Boston Celtics 79 New York Knicks 69 Boston Celtics 83 New York Knicks 89 Boston Celtics |                | |

PRECEDENTI NEI PLAYOFF
|  | N.Y. Knicks (1951, 1952) | 2 – 0 | Boston Celtics |  |

## Western Division

### Semifinali

#### (1) Minneapolis Lakers - (4) Indianapolis Olympians
RISULTATO FINALE: 2-0
| Minneapolis 22 marzo 1953 Gara 1     | Minneapolis Lakers | 85 – 69 (21-14, 21-17, 21-25, 22-13) referto | Ind. Olympians | Minneapolis Auditorium |
| V. Mikkelsen 18 Punti J. Graboski 22 |                    |                                              |                |                        |
|                                      |                    |                                              |                |                        |
| V. Mikkelsen 18                      | Punti              | J. Graboski 22                               |                |                        |

| Indianapolis 23 marzo 1953 Gara 2                | Ind. Olympians | 79 – 81 (19-24, 13-10, 17-25, 30-22) referto | Minneapolis Lakers | Butler Fieldhouse |
| P. Walther 17 Punti J. Pollard , V. Mikkelsen 16 |                |                                              |                    |                   |
|                                                  |                |                                              |                    |                   |
| P. Walther 17                                    | Punti          | J. Pollard, V. Mikkelsen 16                  |                    |                   |

PRECEDENTI IN REGULAR SEASON
| Regular Season 1952-53 | Minneapolis Lakers | 6 – 4 | Ind. Olympians | Referto 1 - Referto 2 - Referto 3 - Referto 4, Referto 5 - Referto 6, Referto 7 - Referto 8 - Referto 9 - Referto 10 |
| Minneapolis Lakers 90 Indianapolis Olympians 82 Minneapolis Lakers 76 Indianapolis Olympians 69 Minneapolis Lakers 90 Indianapolis Olympians 74 (3 t.s.) Indianapolis Olympians 96 Minneapolis Lakers 71 Minneapolis Lakers 83 Indianapolis Olympians 71 Punti 69 Indianapolis Olympians 97 Minneapolis Lakers 81 Indianapolis Olympians 87 Minneapolis Lakers 73 Indianapolis Olympians 69 Minneapolis Lakers 93 Minneapolis Lakers 67 Indianapolis Olympians 95 Indianapolis Olympians 73 Minneapolis Lakers |                    | |                | |
| |                    | |                | |
| Minneapolis Lakers 90 Indianapolis Olympians 82 Minneapolis Lakers 76 Indianapolis Olympians 69 Minneapolis Lakers 90 Indianapolis Olympians 74 (3 t.s.) Indianapolis Olympians 96 Minneapolis Lakers 71 Minneapolis Lakers 83 Indianapolis Olympians 71 | Punti              | 69 Indianapolis Olympians 97 Minneapolis Lakers 81 Indianapolis Olympians 87 Minneapolis Lakers 73 Indianapolis Olympians 69 Minneapolis Lakers 93 Minneapolis Lakers 67 Indianapolis Olympians 95 Indianapolis Olympians 73 Minneapolis Lakers |                | |

PRECEDENTI NEI PLAYOFF
|  | Minneapolis Lakers (1951, 1952) | 2 – 0 | Ind. Olympians |  |

#### (2) Rochester Royals - (3) Fort Wayne Pistons
RISULTATO FINALE: 1-2
| Rochester 20 marzo 1953 Gara 1 | Rochester Royals | 77 – 84 (16-14, 21-23, 20-21, 20-26) referto | Ft. Wayne Pistons | Edgerton Park Arena |
| A. Risen 17 Punti F. Schaus 20 |                  |                                              |                   |                     |
|                                |                  |                                              |                   |                     |
| A. Risen 17                    | Punti            | F. Schaus 20                                 |                   |                     |

| Fort Wayne 22 marzo 1953 Gara 2 | Ft. Wayne Pistons | 71 – 83 (19-21, 19-19, 13-17, 20-26) referto | Rochester Royals | War Memorial Coliseum |
| L. Foust 24 Punti B. Wanzer 19  |                   |                                              |                  |                       |
|                                 |                   |                                              |                  |                       |
| L. Foust 24                     | Punti             | B. Wanzer 19                                 |                  |                       |

| Rochester 24 marzo 1953 Gara 3 | Rochester Royals | 65 – 67 (18-23, 13-13, 18-15, 16-16) referto | Ft. Wayne Pistons | Edgerton Park Arena |
| B. Wanzer 17 Punti L. Foust 18 |                  |                                              |                   |                     |
|                                |                  |                                              |                   |                     |
| B. Wanzer 17                   | Punti            | L. Foust 18                                  |                   |                     |

PRECEDENTI IN REGULAR SEASON
| Regular Season 1952-53 | Rochester Royals | 7 – 3 | Ft. Wayne Pistons | Referto 1 - Referto 2 - Referto 3 - Referto 4, Referto 5 - Referto 6, Referto 7 - Referto 8 - Referto 9 - Referto 10 |
| Rochester Royals 94 Fort Wayne Pistons 64 Rochester Royals 92 Rochester Royals 106 Fort Wayne Pistons 90 (1 t.s.) Rochester Royals 70 Fort Wayne Pistons 72 Rochester Royals 78 Rochester Royals 80 Fort Wayne Pistons 69 Punti 82 Fort Wayne Pistons 84 Rochester Royals 89 Fort Wayne Pistons 101 Fort Wayne Pistons 87 Rochester Royals 68 Fort Wayne Pistons 84 Rochester Royals 88 Fort Wayne Pistons 91 Fort Wayne Pistons 71 Rochester Royals |                  | |                   | |
| |                  | |                   | |
| Rochester Royals 94 Fort Wayne Pistons 64 Rochester Royals 92 Rochester Royals 106 Fort Wayne Pistons 90 (1 t.s.) Rochester Royals 70 Fort Wayne Pistons 72 Rochester Royals 78 Rochester Royals 80 Fort Wayne Pistons 69 | Punti            | 82 Fort Wayne Pistons 84 Rochester Royals 89 Fort Wayne Pistons 101 Fort Wayne Pistons 87 Rochester Royals 68 Fort Wayne Pistons 84 Rochester Royals 88 Fort Wayne Pistons 91 Fort Wayne Pistons 71 Rochester Royals |                   | |

PRECEDENTI NEI PLAYOFF
|  | Rochester Royals (1951, 1952) | 2 – 1 | Ft. Wayne Pistons (1950) |  |

### Finale

#### (1) Minneapolis Lakers - (3) Fort Wayne Pistons
RISULTATO FINALE: 3-2
| Minneapolis 26 marzo 1953 Gara 1 | Minneapolis Lakers | 83 – 73 (24-16, 19-14, 13-12, 27-31) referto | Ft. Wayne Pistons | Minneapolis Auditorium |
| G. Mikan 21 Punti L. Foust 16    |                    |                                              |                   |                        |
|                                  |                    |                                              |                   |                        |
| G. Mikan 21                      | Punti              | L. Foust 16                                  |                   |                        |

| Arbitri: | Jocko Collins Arnie Heft |

|             |       |             |
| G. Mikan 20 | Punti | L. Foust 21 |

| Fort Wayne 30 marzo 1953 Gara 3 | Ft. Wayne Pistons | 98 – 95 (29-16, 18-28, 24-17, 27-34) referto | Minneapolis Lakers | War Memorial Coliseum |
| F. Scolari 27 Punti G. Mikan 23 |                   |                                              |                    |                       |
|                                 |                   |                                              |                    |                       |
| F. Scolari 27                   | Punti             | G. Mikan 23                                  |                    |                       |

| Fort Wayne 1 aprile 1953 Gara 4 | Ft. Wayne Pistons | 85 – 82 (25-20, 22-18, 11-23, 27-21) referto | Minneapolis Lakers | War Memorial Coliseum |
| L. Foust 20 Punti G. Mikan 25   |                   |                                              |                    |                       |
|                                 |                   |                                              |                    |                       |
| L. Foust 20                     | Punti             | G. Mikan 25                                  |                    |                       |

| Minneapolis 2 aprile 1953 Gara 5          | Minneapolis Lakers | 74 – 58 (23-9, 11-16, 19-12, 21-21) referto | Ft. Wayne Pistons | Minneapolis Auditorium |
| G. Mikan , S. Martin 18 Punti L. Foust 16 |                    |                                             |                   |                        |
|                                           |                    |                                             |                   |                        |
| G. Mikan, S. Martin 18                    | Punti              | L. Foust 16                                 |                   |                        |

PRECEDENTI IN REGULAR SEASON
| Regular Season 1952-53 | Minneapolis Lakers | 9 – 1 | Ft. Wayne Pistons | Referto 1 - Referto 2 - Referto 3 - Referto 4, Referto 5 - Referto 6, Referto 7 - Referto 8 - Referto 9 - Referto 10 |
| Fort Wayne Pistons 69 Fort Wayne Pistons 81 Minneapolis Lakers 96 Minneapolis Lakers 84 Minneapolis Lakers 96 Minneapolis Lakers 87 Fort Wayne Pistons 76 Minneapolis Lakers 85 Fort Wayne Pistons 90 Minneapolis Lakers 86 Punti 81 Minneapolis Lakers 89 Minneapolis Lakers 89 Fort Wayne Pistons 79 Fort Wayne Pistons 76 Fort Wayne Pistons 80 Fort Wayne Pistons 92 Minneapolis Lakers 75 Fort Wayne Pistons 78 Minneapolis Lakers 68 Fort Wayne Pistons |                    | |                   | |
| |                    | |                   | |
| Fort Wayne Pistons 69 Fort Wayne Pistons 81 Minneapolis Lakers 96 Minneapolis Lakers 84 Minneapolis Lakers 96 Minneapolis Lakers 87 Fort Wayne Pistons 76 Minneapolis Lakers 85 Fort Wayne Pistons 90 Minneapolis Lakers 86 | Punti              | 81 Minneapolis Lakers 89 Minneapolis Lakers 89 Fort Wayne Pistons 79 Fort Wayne Pistons 76 Fort Wayne Pistons 80 Fort Wayne Pistons 92 Minneapolis Lakers 75 Fort Wayne Pistons 78 Minneapolis Lakers 68 Fort Wayne Pistons |                   | |

PRECEDENTI NEI PLAYOFF
|  | Minneapolis Lakers (1950) | 1 – 0 | Ft. Wayne Pistons |  |

## NBA Finals 1953

### Minneapolis Lakers - New York Knicks
RISULTATO FINALE
|  | Minneapolis Lakers | 4 – 1 | N.Y. Knicks |  |

PRECEDENTI IN REGULAR SEASON
| Regular Season 1952-53 | Minneapolis Lakers | 4 – 2 | N.Y. Knicks | Referto 1 - Referto 2 - Referto 3 - Referto 4, Referto 5 - Referto 6 |
| New York Knicks 100 New York Knicks 71 (1 t.s.) Minneapolis Lakers 85 Minneapolis Lakers 85 Minneapolis Lakers 81 New York Knicks 79 Punti 91 Minneapolis Lakers 81 Minneapolis Lakers 78 New York Knicks 79 New York Knicks 73 New York Knicks 63 Minneapolis Lakers |                    | |             |                                                                      |
| |                    | |             |                                                                      |
| New York Knicks 100 New York Knicks 71 (1 t.s.) Minneapolis Lakers 85 Minneapolis Lakers 85 Minneapolis Lakers 81 New York Knicks 79 | Punti              | 91 Minneapolis Lakers 81 Minneapolis Lakers 78 New York Knicks 79 New York Knicks 73 New York Knicks 63 Minneapolis Lakers |             |                                                                      |

PRECEDENTI NEI PLAYOFF
|  | Minneapolis Lakers (1952) | 1 – 0 | N.Y. Knicks |  |

#### Roster
| \| Pos. \| Num. \| Naz. \| Nome \| Altezza \| Peso \| Data nascita \| Provenienza \| \| ---- \| ---- \| ---- \| ---------------- \| ------- \| ------ \| ------------ \| --------------- \| \| G \| 16 \| \| Harrison, Bob \| 185 cm \| 86 kg \| 12-08-1927 \| Michigan \| \| A/C \| 11 \| \| Hitch, Lew \| 203 cm \| 91 kg \| 16-07-1929 \| Kansas State \| \| AP \| 12 \| \| Holstein, Jim \| 191 cm \| 82 kg \| 24-09-1930 \| Cincinnati \| \| P \| 22 \| \| Martin, Slater \| 178 cm \| 77 kg \| 22-10-1925 \| Texas Longhorns \| \| C \| 99 \| \| Mikan, George \| 208 cm \| 111 kg \| 18-06-1924 \| DePaul \| \| C \| 19 \| \| Mikkelsen, Vern \| 201 cm \| 104 kg \| 21-10-1928 \| Hamline \| \| AG \| 17 \| \| Pollard, Jim \| 193 cm \| 84 kg \| 09-07-1922 \| Stanford \| \| G \| 18 \| \| Saul, Frank \| 188 cm \| 84 kg \| 16-02-1924 \| Seton Hall \| \| AG \| 15 \| \| Schnittker, Dick \| 196 cm \| 91 kg \| 27-05-1928 \| Ohio State \| \| AG \| 12 \| \| Schultz, Howie \| 198 cm \| 91 kg \| 03-07-1922 \| Hamline \| \| P \| 20 \| \| Skoog, Whitey \| 180 cm \| 82 kg \| 02-11-1926 \| Minnesota \| | Allenatore - John Kundla Assistente/i - Dave McMillan Legenda - (C) Capitano - (FA) Free agent - (S) Sospeso - (TW) Contratto Two-way - (GL) Assegnato a squadra G League affiliata - Infortunato Roster • Transazioni · Ultima transazione: 24 aprile 1953 |                        |                  |         |        |              |                 |
| Pos. | Num. | Naz.                   | Nome             | Altezza | Peso   | Data nascita | Provenienza     |
| G | 16 | Stati Uniti (bandiera) | Harrison, Bob    | 185 cm  | 86 kg  | 12-08-1927   | Michigan        |
| A/C | 11 | Stati Uniti (bandiera) | Hitch, Lew       | 203 cm  | 91 kg  | 16-07-1929   | Kansas State    |
| AP | 12 | Stati Uniti (bandiera) | Holstein, Jim    | 191 cm  | 82 kg  | 24-09-1930   | Cincinnati      |
| P | 22 | Stati Uniti (bandiera) | Martin, Slater   | 178 cm  | 77 kg  | 22-10-1925   | Texas Longhorns |
| C | 99 | Stati Uniti (bandiera) | Mikan, George    | 208 cm  | 111 kg | 18-06-1924   | DePaul          |
| C | 19 | Stati Uniti (bandiera) | Mikkelsen, Vern  | 201 cm  | 104 kg | 21-10-1928   | Hamline         |
| AG | 17 | Stati Uniti (bandiera) | Pollard, Jim     | 193 cm  | 84 kg  | 09-07-1922   | Stanford        |
| G | 18 | Stati Uniti (bandiera) | Saul, Frank      | 188 cm  | 84 kg  | 16-02-1924   | Seton Hall      |
| AG | 15 | Stati Uniti (bandiera) | Schnittker, Dick | 196 cm  | 91 kg  | 27-05-1928   | Ohio State      |
| AG | 12 | Stati Uniti (bandiera) | Schultz, Howie   | 198 cm  | 91 kg  | 03-07-1922   | Hamline         |
| P | 20 | Stati Uniti (bandiera) | Skoog, Whitey    | 180 cm  | 82 kg  | 02-11-1926   | Minnesota       |

| \| Pos. \| Num. \| Naz. \| Nome \| Altezza \| Peso \| Data nascita \| Provenienza \| \| ---- \| ----- \| ---- \| ----------------- \| ------- \| ------ \| ------------ \| -------------------- \| \| A \| 12 \| \| Boryla, Vince \| 196 cm \| 95 kg \| 11-03-1927 \| Denver \| \| G/AP \| 4 \| \| Braun, Carl \| 196 cm \| 82 kg \| 25-09-1927 \| Colgate \| \| G \| \| \| Bunt, Dick \| 183 cm \| 77 kg \| 13-07-1929 \| New York \| \| A/C \| 8 \| \| Clifton, Nat \| 198 cm \| 100 kg \| 13-10-1922 \| Xavier-Louisiana \| \| G/AP \| \| \| Fleishman, Jerry \| 188 cm \| 86 kg \| 14-02-1922 \| New York \| \| A/C \| 11 \| \| Gallatin, Harry \| 198 cm \| 95 kg \| 26-04-1927 \| Truman State \| \| G \| 7 \| \| Lumpp, Ray \| 185 cm \| 81 kg \| 11-07-1923 \| New York \| \| G \| 15 \| \| McGuire, Al \| 183 cm \| 82 kg \| 07-09-1926 \| St. John's \| \| A \| 16 \| \| McGuire, Dick \| 188 cm \| 82 kg \| 25-01-1928 \| St. John's \| \| A/C \| 6 \| \| Polson, Ralph \| 201 cm \| 91 kg \| 26-10-1929 \| Whitworth Pirates \| \| G \| \| \| Raiken, Sherwin \| 188 cm \| 84 kg \| 29-10-1928 \| Villanova \| \| A/C \| 18 \| \| Simmons, Connie \| 203 cm \| 101 kg \| 15-03-1925 \| Flushing High School \| \| A \| 14-17 \| \| Surhoff, Dick \| 193 cm \| 95 kg \| 16-11-1929 \| Long Island \| \| G/AP \| 9 \| \| Vandeweghe, Ernie \| 191 cm \| 88 kg \| 12-09-1928 \| Colgate \| \| G/AP \| 10 \| \| Zaslofsky, Max \| 188 cm \| 77 kg \| 07-12-1925 \| St. John's \| | Allenatore - Joe Lapchick Legenda - (C) Capitano - (FA) Free agent - (S) Sospeso - (TW) Contratto Two-way - (GL) Assegnato a squadra G League affiliata - Infortunato Roster • Transazioni · Ultima transazione: 24 aprile 1953 |                        |                   |         |        |              |                      |
| Pos. | Num. | Naz.                   | Nome              | Altezza | Peso   | Data nascita | Provenienza          |
| A | 12 | Stati Uniti (bandiera) | Boryla, Vince     | 196 cm  | 95 kg  | 11-03-1927   | Denver               |
| G/AP | 4 | Stati Uniti (bandiera) | Braun, Carl       | 196 cm  | 82 kg  | 25-09-1927   | Colgate              |
| G | | Stati Uniti (bandiera) | Bunt, Dick        | 183 cm  | 77 kg  | 13-07-1929   | New York             |
| A/C | 8 | Stati Uniti (bandiera) | Clifton, Nat      | 198 cm  | 100 kg | 13-10-1922   | Xavier-Louisiana     |
| G/AP | | Stati Uniti (bandiera) | Fleishman, Jerry  | 188 cm  | 86 kg  | 14-02-1922   | New York             |
| A/C | 11 | Stati Uniti (bandiera) | Gallatin, Harry   | 198 cm  | 95 kg  | 26-04-1927   | Truman State         |
| G | 7 | Stati Uniti (bandiera) | Lumpp, Ray        | 185 cm  | 81 kg  | 11-07-1923   | New York             |
| G | 15 | Stati Uniti (bandiera) | McGuire, Al       | 183 cm  | 82 kg  | 07-09-1926   | St. John's           |
| A | 16 | Stati Uniti (bandiera) | McGuire, Dick     | 188 cm  | 82 kg  | 25-01-1928   | St. John's           |
| A/C | 6 | Stati Uniti (bandiera) | Polson, Ralph     | 201 cm  | 91 kg  | 26-10-1929   | Whitworth Pirates    |
| G | | Stati Uniti (bandiera) | Raiken, Sherwin   | 188 cm  | 84 kg  | 29-10-1928   | Villanova            |
| A/C | 18 | Stati Uniti (bandiera) | Simmons, Connie   | 203 cm  | 101 kg | 15-03-1925   | Flushing High School |
| A | 14-17 | Stati Uniti (bandiera) | Surhoff, Dick     | 193 cm  | 95 kg  | 16-11-1929   | Long Island          |
| G/AP | 9 | Canada (bandiera)      | Vandeweghe, Ernie | 191 cm  | 88 kg  | 12-09-1928   | Colgate              |
| G/AP | 10 | Stati Uniti (bandiera) | Zaslofsky, Max    | 188 cm  | 77 kg  | 07-12-1925   | St. John's           |

#### Risultati
| Arbitri: | Sid Borgia Arnie Heft |

|                                                                                        |            |                                                                          |
| G. Mikan 25                                                                            | Punti      | C. Braun 21                                                              |
| Harrison, Holstein, Mikan, Pollard, Saul (Hitch, Martin, Mikkelsen, Schnittker, Skoog) | Formazioni | Boryla, Braun, Clifton, McGuire, Vandeweghe (Gallatin, McGuire, Simmons) |

| Arbitri: | Sid Borgia Arnie Heft |

|                                                                     |            |                                                                 |
| G. Mikan 18                                                         | Punti      | C. Simmons 17                                                   |
| Harrison, Holstein, Mikan, Mikkelsen, Saul (Hitch, Martin, Pollard) | Formazioni | Braun, Gallatin, McGuire, Simmons, Vandeweghe (Boryla, Clifton) |

| Arbitri: | Sid Borgia Arnie Heft |

|                                                                                  |            |                                                                                        |
| C. Simmons 18                                                                    | Punti      | G. Mikan 20                                                                            |
| Boryla, Braun, Clifton, Gallatin, McGuire (Raiken, Simmons, Surhoff, Vandeweghe) | Formazioni | Martin, Mikan, Mikkelsen, Pollard, Saul (Harrison, Hitch, Holstein, Schnittker, Skoog) |

| New York 8 aprile 1953 Gara 4 | N.Y. Knicks | 69 – 71 (16-21, 18-20, 16-13, 19-17) referto                                           | Minneapolis Lakers | 69th Regiment Armory (5.200 spett.) |
| \| \| \| \| \| C. Simmons 17 \| Punti \| G. Mikan 27 \| \| N. Clifton 16 \| Rimbalzi \| G. Mikan 19 \| \| Boryla, Braun, Clifton, Gallatin, McGuire (Fleishman, Simmons, Vandeweghe) \| Formazioni \| Martin, Mikan, Mikkelsen, Pollard, Saul (Harrison, Hitch, Holstein, Schnittker, Skoog) \| |             |                                                                                        |                    |                                     |
| |             |                                                                                        |                    |                                     |
| C. Simmons 17 | Punti       | G. Mikan 27                                                                            |                    |                                     |
| N. Clifton 16 | Rimbalzi    | G. Mikan 19                                                                            |                    |                                     |
| Boryla, Braun, Clifton, Gallatin, McGuire (Fleishman, Simmons, Vandeweghe) | Formazioni  | Martin, Mikan, Mikkelsen, Pollard, Saul (Harrison, Hitch, Holstein, Schnittker, Skoog) |                    |                                     |

| Arbitri: | Sid Borgia Arnie Heft |

|                                                                            |            |                                                                                        |
| C. Braun 19                                                                | Punti      | J. Pollard 17                                                                          |
| E. Vandeweghe 4                                                            | Assist     | V. Mikkelsen 6                                                                         |
| Boryla, Braun, Clifton, Gallatin, Vandeweghe (Fleishman, McGuire, Simmons) | Formazioni | Martin, Mikan, Mikkelsen, Pollard, Saul (Harrison, Hitch, Holstein, Schnittker, Skoog) |

| Campione NBA 1953            |
| ---------------------------- |
| Minneapolis Lakers 4º titolo |

#### Hall of famer
| NBA Finals | Atleta         | Squadra            | Anno |            |
| ---------- | -------------- | ------------------ | ---- | ---------- |
| Giocatore  | Slater Martin  | Minneapolis Lakers | 1982 | Giocatore  |
| Giocatore  | George Mikan   | Minneapolis Lakers | 1959 | Giocatore  |
| Giocatore  | Vern Mikkelsen | Minneapolis Lakers | 1995 | Giocatore  |
| Giocatore  | Jim Pollard    | Minneapolis Lakers | 1978 | Giocatore  |
| Allenatore | John Kundla    | Minneapolis Lakers | 1995 | Allenatore |
| Giocatore  | Carl Braun     | N.Y. Knicks        | 2019 | Giocatore  |
| Giocatore  | Nat Clifton    | N.Y. Knicks        | 2014 | Giocatore  |
| Giocatore  | Harry Gallatin | N.Y. Knicks        | 1991 | Giocatore  |
| Giocatore  | Al McGuire     | N.Y. Knicks        | 1992 | Allenatore |
| Giocatore  | Dick McGuire   | N.Y. Knicks        | 1993 | Giocatore  |
| Allenatore | Joe Lapchick   | N.Y. Knicks        | 1966 | Giocatore  |

## Squadra vincitrice
| N° | Naz.                   | Ruolo | Sportivo        |  | Alt. |  |
| -- | ---------------------- | ----- | --------------- |  | ---- |  |
| -  | Stati Uniti (bandiera) | A     | Dick Schnittker |  | 196  |  |
| 11 | Stati Uniti (bandiera) | AG    | Lew Hitch       |  | 203  |  |
| 12 | Stati Uniti (bandiera) | AP    | Jim Holstein    |  | 191  |  |
| 15 | Stati Uniti (bandiera) | AG    | Howie Schultz   |  | 200  |  |
| 16 | Stati Uniti (bandiera) | P     | Bob Harrison    |  | 185  |  |
| 17 | Stati Uniti (bandiera) | AG    | Jim Pollard     |  | 193  |  |
| 18 | Stati Uniti (bandiera) | G     | Frank Saul      |  | 188  |  |
| 19 | Stati Uniti (bandiera) | C     | Vern Mikkelsen  |  | 201  |  |
| 20 | Stati Uniti (bandiera) | P     | Whitey Skoog    |  | 180  |  |
| 22 | Stati Uniti (bandiera) | P     | Slater Martin   |  | 178  |  |
| 99 | Stati Uniti (bandiera) | C     | George Mikan    |  | 208  |  |
|    | Stati Uniti (bandiera) | All.  | John Kundla     |  |      |  |

## Statistiche
Aggiornate al 27 dicembre 2021.
| Categoria | Giocatore    | Squadra            | Media | PG |
| --------- | ------------ | ------------------ | ----- | -- |
| Punti     | Bob Cousy    | Boston Celtics     | 25,5  | 6  |
| Rimbalzi  | George Mikan | Minneapolis Lakers | 15,4  | 12 |
| Assist    | Dick McGuire | N.Y. Knicks        | 6,4   | 11 |